# ヴィルヘルム・ヘンフィング
ヴィルヘルム・ヘンフィング（Wilhelm Hempfing,1886年7月15日 - 1948年6月6日）は、ドイツの画家、版画家である。風景画や人物画、特に多くのヌードを描いた。ナチスの政権下で重用された画家の一人である。

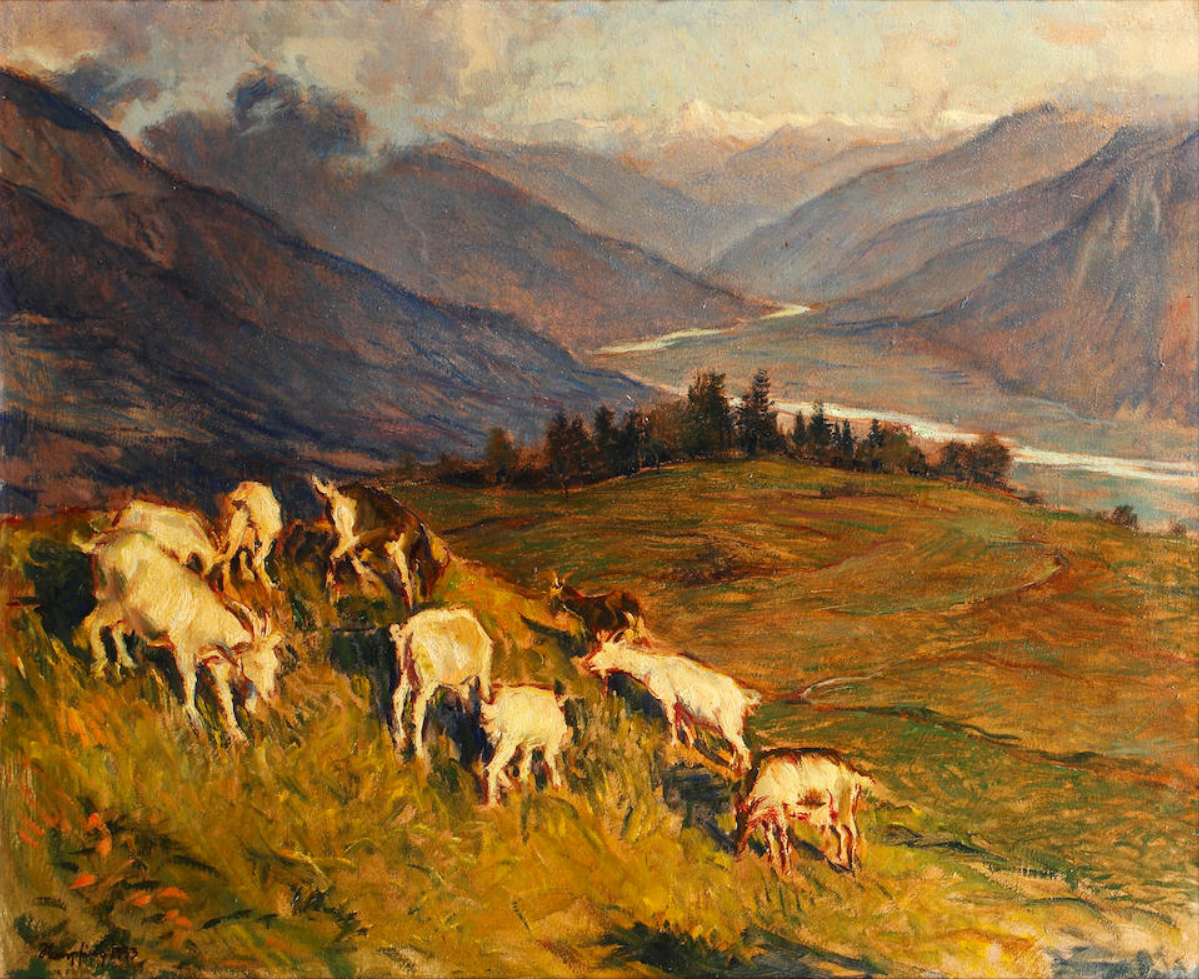
ヘンフィング作「丘の麓の山羊　(1933)

## 略歴
バーデン＝ヴュルテンベルク州のシェーナウで生まれた。カールスルーエの美術学校(Staatliche Akademie der Bildenden Künste Karlsruhe)でフリードリヒ・フェールに絵画を学んだ。ヴァルター・コンツから版画も学んだ。
アドルフ・ヒトラーの指導下で建設されたミュンヘンのハウス・デア・クンストで1937年から1944年まで開かれた「大ドイツ芸術展」に出展し、ヒトラーの言動を記録、編集し出版したHenry Pickerの著書によれば、少なくとも1点の作品がヒトラーに買い上げられた 。「金髪の女性座像(Sitzende Blondine)」というタイトルの作品はヒトラーの愛人、エヴァ・ブラウンによく似た女性が描かれていた。
風景画やヌードの作品が多いが、肖像画や静物画も描いた。多くの版画も製作した。書籍の挿絵も描いた。

## 作品

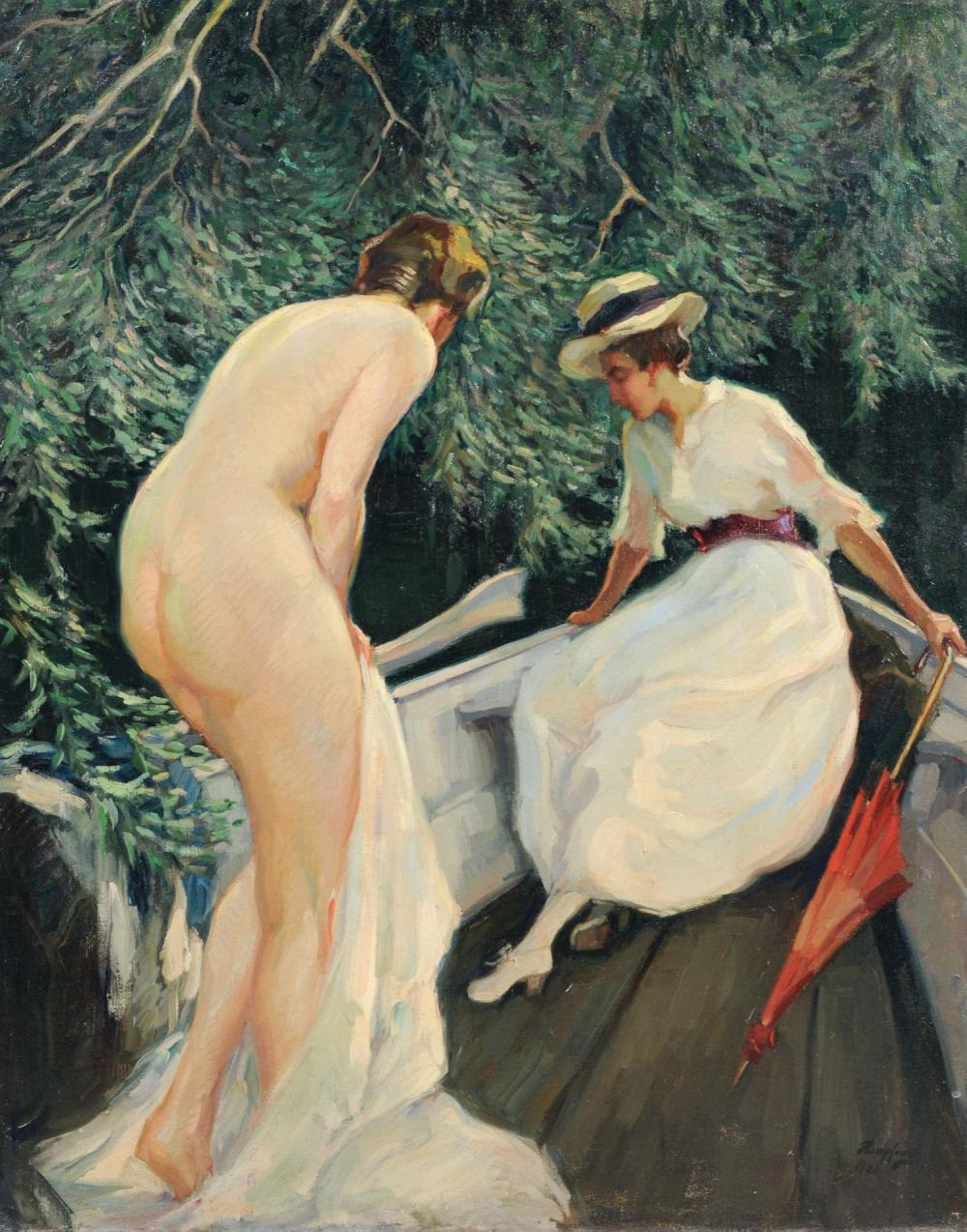
Badepartie (1924)
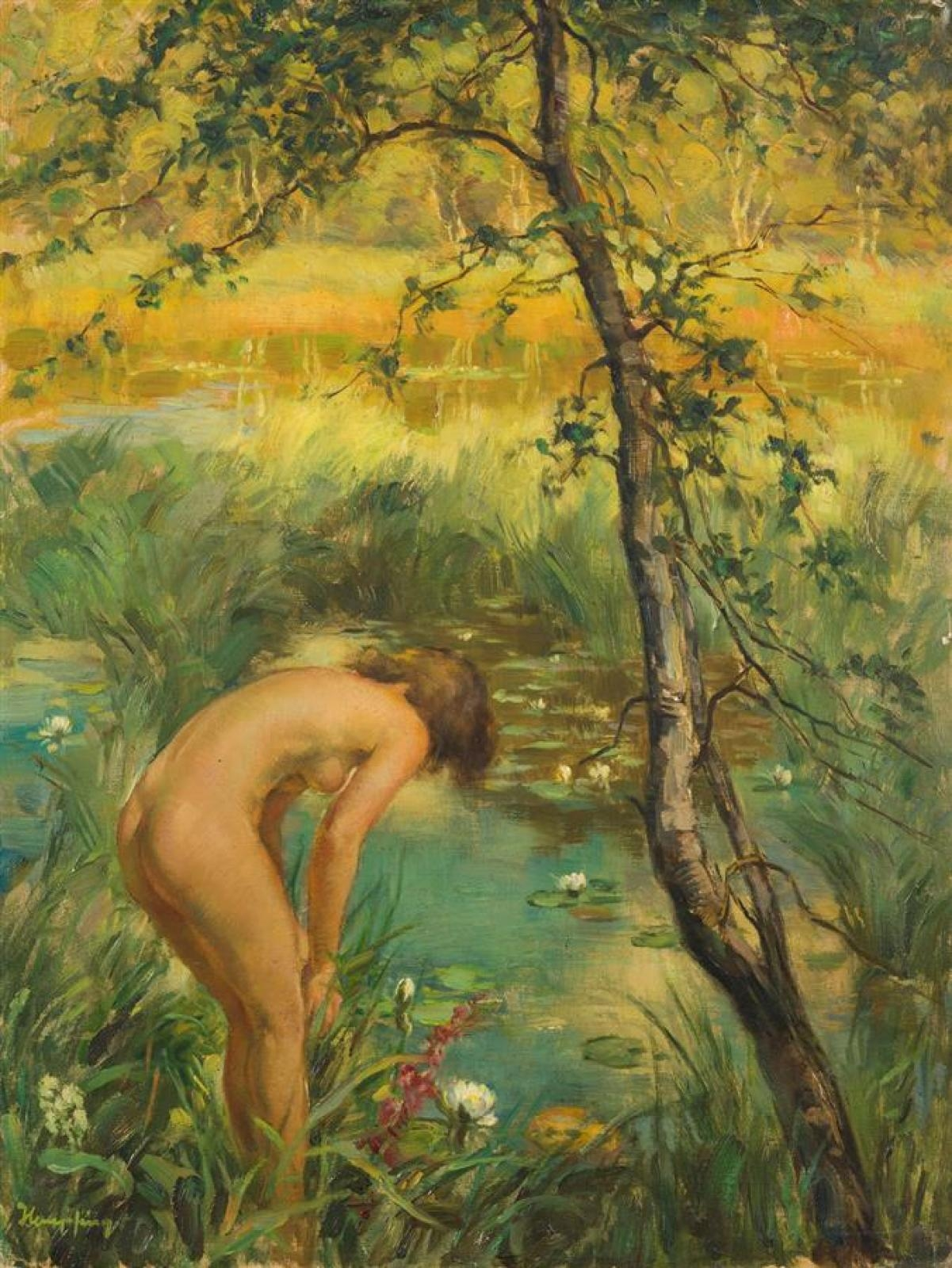
池のそばの少女(c.1920)
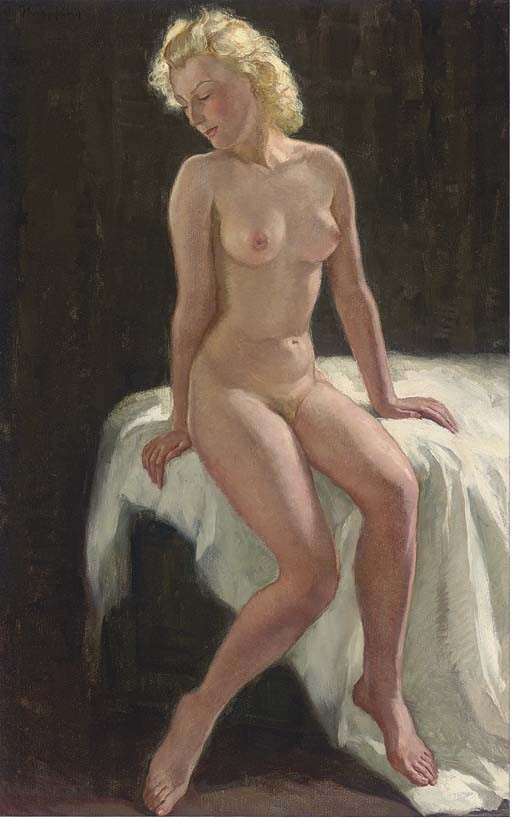
(c.1920)
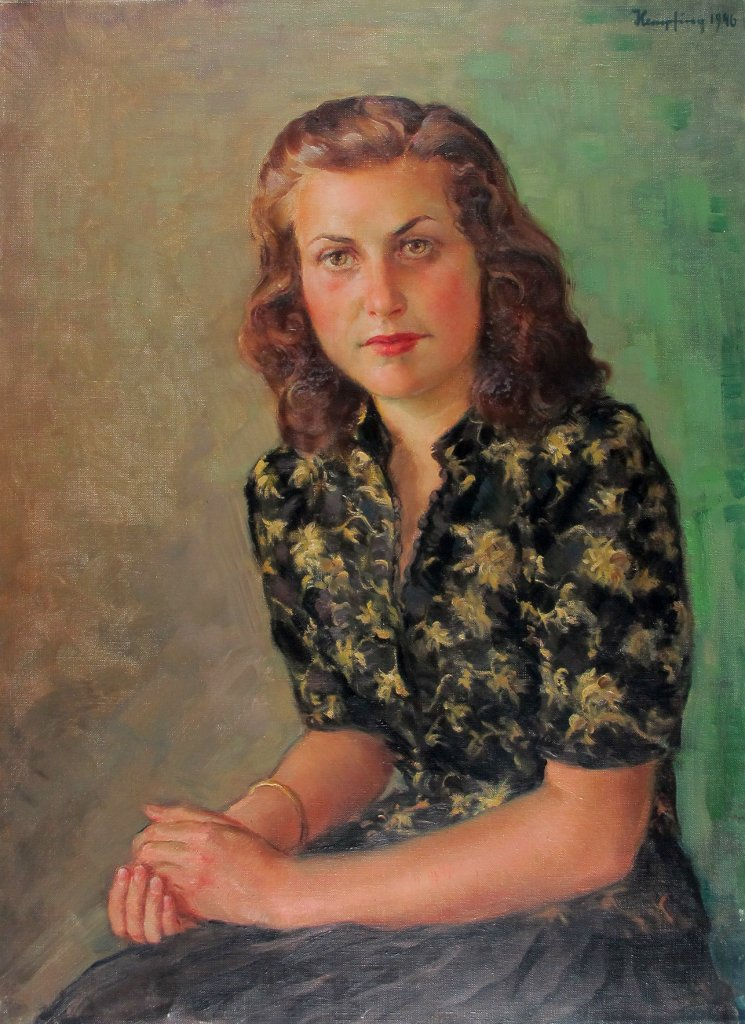
婦人像 (1946)